# Zosterop de Goodfellow
El zosterop de Goodfellow (Heleia goodfellowi) és un ocell de la família dels zosteròpids (Zosteropidae).

## Hàbitat i distribució
Habita els boscos de les muntanyes de l'illa de Mindanao, a les Filipines meridionals.